# ペネロープ (オペラ)

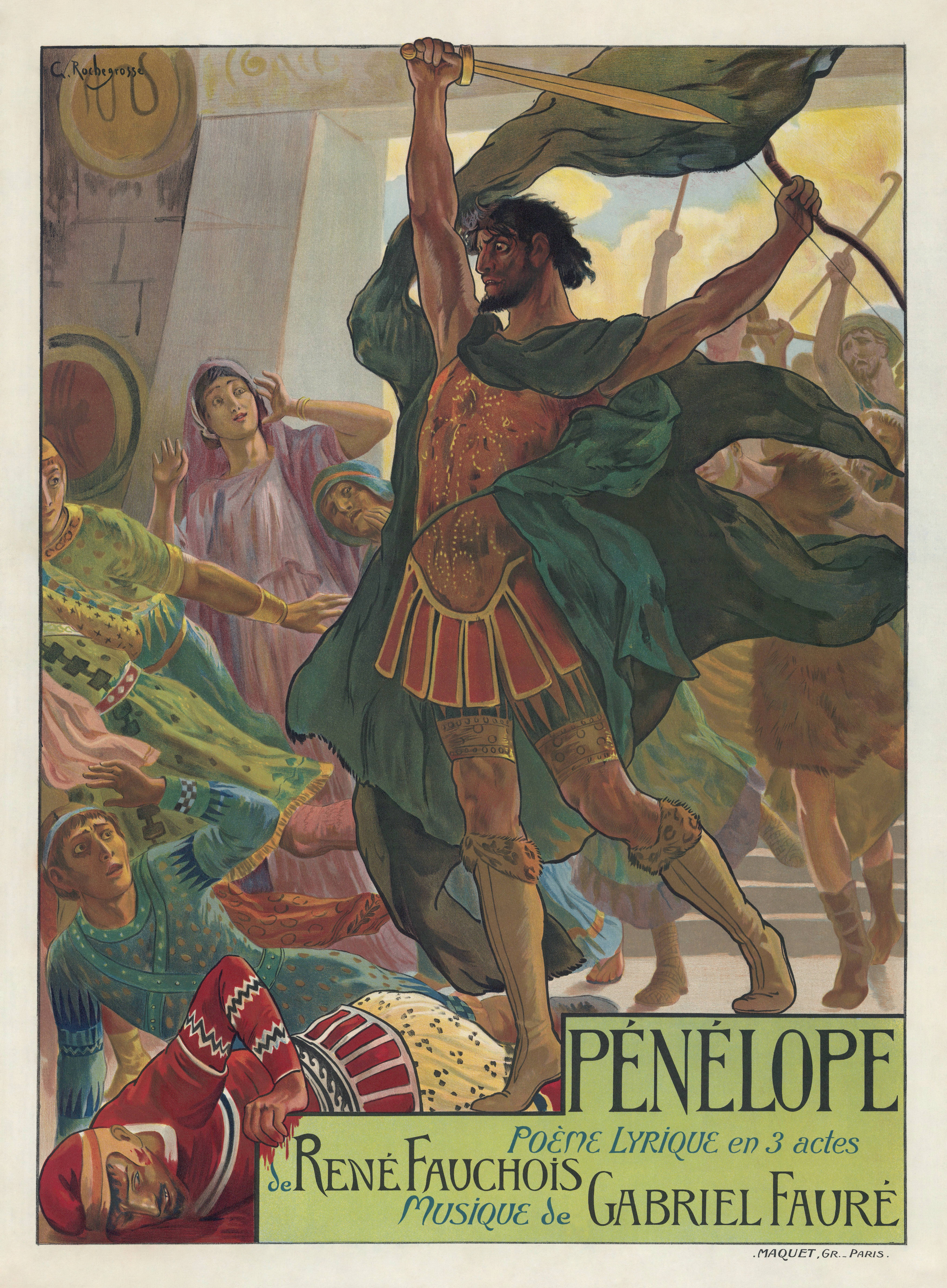
ジョルジュ・ロシュグロスによるポスター

『ペネロープ』（フランス語: Pénélope）は、ガブリエル・フォーレによる全3幕のオペラで、1913年 3月4日にモンテ・カルロのモンテカルロ歌劇場にて初演された。フランス語のリブレットはルネ・フォショワによって書かれている。フォーレは本作を音楽詩劇（Poème lyrique ）と銘打っている。本作はサン＝サーンスに献呈されている。

## 概要

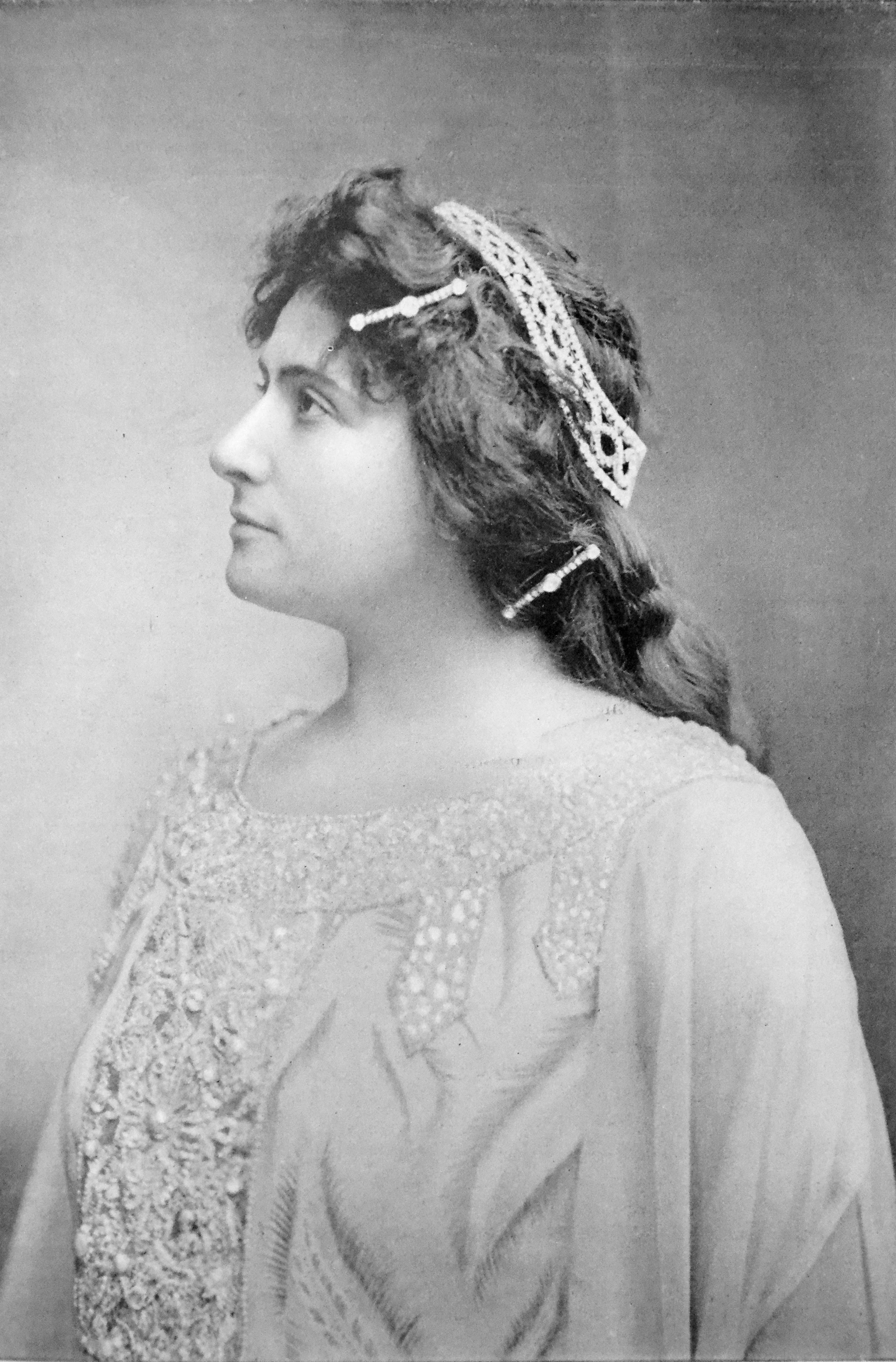
ペネロープを創唱したリュシエンヌ・プレヴァル

フォーレはソプラノ歌手のリュシエンヌ・プレヴァルから、若い台本作家ルネ・フォショワを紹介される。フォーレはフォショワの ホメーロスの『オデュッセイア』を基にした台本を気に入りオペラとして作曲することにした。フォーレは1907年4月から作曲にとりかかり、1912年8月31日にようやくルガーノで完成した。しかし当時のフォーレはパリ音楽院院長としての任務が多忙であったため、作曲に費やせるのはほぼ夏休みの期間に限られたことなどから、オーケストレーションをフェルナン・ペクーという若手音楽家に委託した。しかし、フォーレ自身が3分の2以上の部分をオーケストレーションしていることと、ペクーの仕事もフォーレ自身が丹念に見直していることは確かである。
フォーレの劇場向けの音楽としては、1885年に『マゼッパ』の作曲を思い立ち、途中で放棄した経緯がある。また、純粋なオペラではないが、1899年から1900年にかけて抒情悲劇『プロメテ』を作曲している。これはベジエのための大掛かりな野外劇のための作品（オーケストラに３つの軍楽隊も加わる）で、1900年8月に初演された。

### 初演とその後

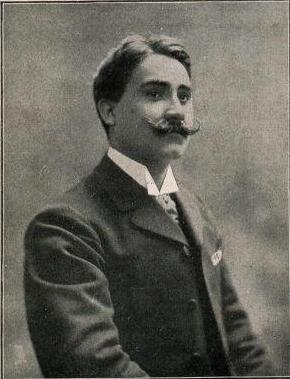
ユリスを創唱したシャルル・ルスリエール

モンテカルロ歌劇場での初演は3日間の上演であり、やっつけ仕事となってしまったため、フォーレにとっては、あまり満足のいくものではなかった。それでも、『モナコ新聞』では「リュシエンヌ・プレヴァルはペネロープを感動的な人物として描くために全力を尽くした」と報じられている。パリ初演は数年前から予告されており、パリ音楽院長フォーレによる初めての舞台作品ということで、上演が待ち焦がれられていた。開館したばかりのシャンゼリゼ劇場での支配人ガブリエル・アストリュクによる上演は成功であった。歌手はプレヴァル以外は全員入れ替えとなり、指揮はルイ・アッセルマンスであった。また、デュレックの演出はナビ派の画家ケル・グザヴィエ・ルーセルの感動的な舞台装置を背景にして展開され、ユリスを歌ったリュシアン・ミュラトールは高く評価された。パリ初演は大成功を収め、「傑作」という言葉が多くの批評欄に見られた。しかし、これほどの輝かしいデビューを飾ったにもかかわらず、本作はその後、その価値に見合った運命をたどってはいない。
その後、パリでは1919年にオペラ・コミック座にて再演され、1943年にはオペラ座でも同じくジェルメーヌ・リュバンの主演により上演された。
近年の注目すべき上演としては、2005年にウェックスフォード・オペラ・フェスティバルにてジャン＝リュック・タンゴーの指揮、ルノー・ドゥセの演出による上演、2015年10月にラン歌劇場にてパトリック・ダヴァンの指揮、オリヴィエ・ピィの演出、アンナ・カテリーナ・アントナッチが主役のペネロープを務めた上演があるがある。
日本初演は、1995年9月21日に日本フォーレ協会によって都市センターホールにおいてフォーレ生誕150年記念事業として、直井研二の演出、小鍛冶邦隆の指揮で行われた。 

## 音楽的特徴

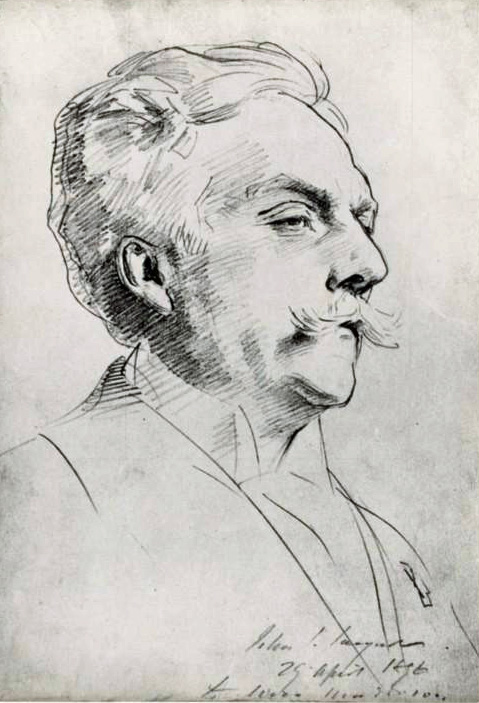
フォーレ

フォーレは、このオペラの形式には音楽と劇の連続性を重視した楽劇タイプを採用した。そして、主要な登場人物やいくつかの大事な感情や観念を個々に表す示導動機（ライトモティーフ）によるワーグナー風の手法を採用した。一方、声楽の様式については柔軟に対応していくという大原則を自然に採用することになった。ここでの様式は純粋な叙唱からアリアに至るまでのすべてのタイプのある種の総合を目指そうとするものであり、フィレンツェのオペラの黎明期にも回帰しようとするものである。
『新グローヴ オペラ事典』では「フォーレは入念に構成した音楽の中に極めて質の高いライトモティーフを用いているが、ワーグナーの影響は静かな感情の高まりの部分に顕著で、クライマックスの簡素で鋭利なテクスチャーはワーグナーとは全く異質である。－中略－『ペネロープ』の簡素な様式は同じ時期のピアノ曲（例えば〈9つの前奏曲〉作品103）などとの関連が見られる。声楽の独唱パッセージの多くは、フランス・オペラ風のレシタティフ、アリオーソよりもフォーレ後期の歌曲に近いが、それらはドラマの目的に相応しい旋律的な曲線を描く歌曲（メロディ）なのである。－中略－ペネロープの性格は誇り高く、貞節で、情熱的だが、求婚者たちには情け容赦ない並外れた存在感を持つ女性として毅然と描かれている」と分析している。
フランソワ・ポルシルは「フォーレは本作でもギリシアの純粋さという自分の理想に忠実に従うが、同時にホメーロスの英雄たちを型にはまった画家たちが大好きな〈装飾的〉ぼろ衣装から解放しようとする。この点では、非順応主義の脚本家ルネ・フォショワが一役買った。彼の『素晴らしき放浪者』はジャン・ルノワールやミシェル・シモンらによって不朽の名作となるが、そのフォショワの影響もあってフォーレはほとんど日常性にも近い単純さを示す。オリュンポスの雲や管弦楽効果の代わりに、感動的で柔らかい軽やかな歌がフランス語が持つ音楽的抑揚の聡明さと相まって現れ、ラヴェルを驚嘆させた」と説明している。
ヴュエルモースは、本作の主要なエピソードは「非常に知的でまた身に滲むような感受性をもって音楽に移し変えられており、そのことはフォーレの天才の非常な新しさと、そして非常に魅力ある幾つかの様相を明らかにしている。そして、特に3つの幕における彼の語法のいつものような慎重さと優雅さの中に、さらに一層胸の張り裂けるような感動をもたらす力の偉大さが隠されているということは－それらの抗し難い音楽的な魅力を別としても－劇場のすべての神聖な伝統を捨てることによって逆説的に獲得された、劇音楽の勝利を表すものに他ならない」と力説している。
ジャン＝ミシェル・ネクトゥー は「フォーレはワーグナー以後の近代歌劇を確実に進展させるような事態を引き起こしたのである。実際『ペネロープ』の中には、第2幕の大掛かりな二重唱についてみてもわかるように、アリアやアンサンブルは確かに無い。古典的な愛の二重唱を考えるべきではなく考えるべきではなく、台本と演劇的な要素に反して、ここでは全く近代的な着想による対話が重要なのである。『ペネロープ』はドビュッシーが『ペレアスとメリザンド』で用いたのと同じようなレチタティーヴォに基づいて生み出されてはいない。作品中に見られる短いが豊かな旋律性の中にこそ、彼の全くの創造性がうかがえるのであり、そこには良きフランス歌曲の創造者としてのフォーレ像が浮かび上がってくるのだ」と評している。

## 評価

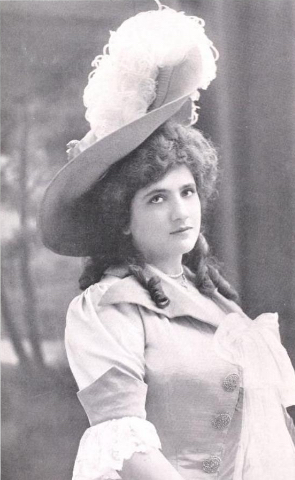
シャンゼリゼ劇場での上演でウリクレを歌ったセシル・テヴェネ

『オペラ史』を著したD・J・グラウトは本作について「作曲者の繊細な和声的スタイルの美しい例で、古典的題材に、落ち着いた浮世離れのした雰囲気を与え、普通の表現では到底及ばない遥か古代の感じを出している。しかし、劇場向きの効果という点から言えば、『ペネロープ』はあまりに洗練され過ぎている。筋の運びの緩やかなテンポ（特に第１、２幕）は、古代の塑像を思い浮かばせ、そこが音楽的に見て最も美しい点ではあるが、同時にこのオペラの劇的な見地から見た最大の弱点にもなっている」と評している。
『新グローヴ オペラ事典』では「この時代のもうひとつの良く知られたオペラであるデュカスの『アリアーヌと青ひげ』と同様、『ペネロープ』も音楽家の間では高い評価を受けたが、レパートリーには残らなかった。見た目に地味で華やかさに欠け、題材も悲恋ではなく、苦難を乗り越えて添い遂げられる結婚を扱い、内面の緊迫した感情を覆い隠す簡素で飾り気のない音楽様式で作曲された本作はオペラの一般聴衆におもねろうとはしなかったのである」と評価している。
ノルベール・デュフルクは、本作はフランス歌劇の傑作の一つだが「第1幕の女主人公の登場の場面や同じ幕の最後の愛と優しさから顔形を変え、ぼろを着てやって来るユリスの登場ほど心に深く食い込んで来るものはない。第2幕の〈たかまり〉（ウメ）や羊飼いたちへのユリスの情熱的な呼びかけほど感動的なものはなく、讃えるべき忠実さに巧みさと力とが敬意を表するスペクタクル風な第3幕ほど、劇的で晴朗なものはないのである。ユリスの主題の簡潔な完成や愛の主題のしなやかなメリスマをどうして思い起こさずにいられよう。声に対する過度な要求は全く見られず、イタリア人が言ったような意味での〈アリア〉はほとんどない。清澄でとらえ難く、衒学的なところのない対位法によっていつも導かれる柔軟なレシタティフがもっぱら用いられている」と評している。
ネクトゥーによれば、本作は素晴らしく統一された構想を持つ作品で、その簡潔さは彼の力量不足によるものではなく、断固たる方向性を持った彼の美意識に由来するものだからである。フォーレの『ペネロープ』はこうして、リュリに始まり、ラモー、グルック、ベルリオーズ（『トロイアの人々』）へと引き継がれていったフランス悲歌劇の最後として姿を現したのである。全体的審美観、朗唱法、管弦楽法、それ自体はある種の古典主義的な範疇に属しているとしても、その形式やとりわけ和声面は言うまでもなく当時の先端を行くものに他ならなかったのである。

## 楽器編成
- 木管楽器：フルート3、オーボエ2、コーラングレ1、クラリネット2、バスクラリネット、ファゴット2
- 金管楽器：ホルン4、トランペット2、トロンボーン3、テューバ1
- 打楽器：ティンパニ3、大太鼓
- その他：弦五部、ハープ

## 上演時間
前奏曲:約8分、第1幕:約50分、第2幕:約30分、第3幕:約35分、合計:約2時間5分

## 登場人物
| 人物名                                                                     | 声域         | 原語名       | 役                   | 1913年3月4日初演時のキャスト 指揮者： レオン・ジェアン |
| -------------------------------------------------------------------------- | ------------ | ------------ | -------------------- | ------------------------------------------------------ |
| ペネロープ （ペーネロペー）                                                | ソプラノ     | Pénélope     | ユリスの妻           | リュシエンヌ・プレヴァル                               |
| ユリス （オデュッセウス）                                                  | テノール     | Ulysse       | イタケの王           | シャルル・ルスリエール                                 |
| ウリクレ （エウリュクレイア）                                              | メゾソプラノ | Euryclée     | ユリスの老乳母       | アリス・ラヴォー                                       |
| ウメ                                                                       | バス         | Eumée        | ユリスを慕う老羊飼い | ジャン・ブルボン                                       |
| アンティノユス （アンティノオス）                                          | テノール     | Antinoüs     | ペネロープの求婚者   | シャルル・デルマ                                       |
| ウリマク （エウリュマコス）                                                | バリトン     | Eurymaque    | ペネロープの求婚者   | アンドレ・アラール                                     |
| クテジップ                                                                 | バリトン     | Ctésippe     | ペネロープの求婚者   | ロベール・クジノー                                     |
| レオデス （レーオーデース）                                                | バリトン     | Léodès       | ペネロープの求婚者   | ソレ                                                   |
| ピザンドル                                                                 | バリトン     | Pisandre     | ペネロープの求婚者   | ビンド・バスタリーニ                                   |
| アルカンドル                                                               | メゾソプラノ | Alkandre     | 召使                 | ジェルメーヌ・ベイエ                                   |
| メラント                                                                   | ソプラノ     | Mélantho     | 召使                 | セシル・マルレゾン                                     |
| フィロ                                                                     | メゾソプラノ | Phylo        | 召使                 | ガブリエール・ギルソン                                 |
| クレオーヌ                                                                 | メゾソプラノ | Cléone       | 召使                 | デュラン＝セルヴィエール                               |
| リディ                                                                     | メゾソプラノ | Lydie        | 召使                 | フロランツ                                             |
| ウリモーヌ                                                                 | 黙役         | Eurymone     | 総督夫人             | －                                                     |
| 侍女                                                                       | ソプラノ     | Une suivante | －                   | ネリー・クルセル                                       |
| 合唱：従者たち、召使たち、踊り子たち、笛吹き、羊飼いたち、イタケの民衆など |              |              |                      |                                                        |

## あらすじ
物語の舞台：トロイア戦争後、イタケ島
前奏曲（ト短調）アンダンテ・モデラート
離れ離れになった夫婦の2つの主題によって構成されている。最初にこのオペラ全体の最も中心的なペネロープの主題が現れる。この主題はドラマの進行する環境に応じて、取り出され、他の主題・諸動機と組み合わされる。ここには悲しみと苦悩を表されている。これに続き、輝かしく晴れやかなユリスの主題が変ロ長調で力強く描き出される。展開部ではペネロープと求婚者たちの対立と彼女の煩悶などが表される。

### 第1幕
イタケ島のユリス王の宮殿

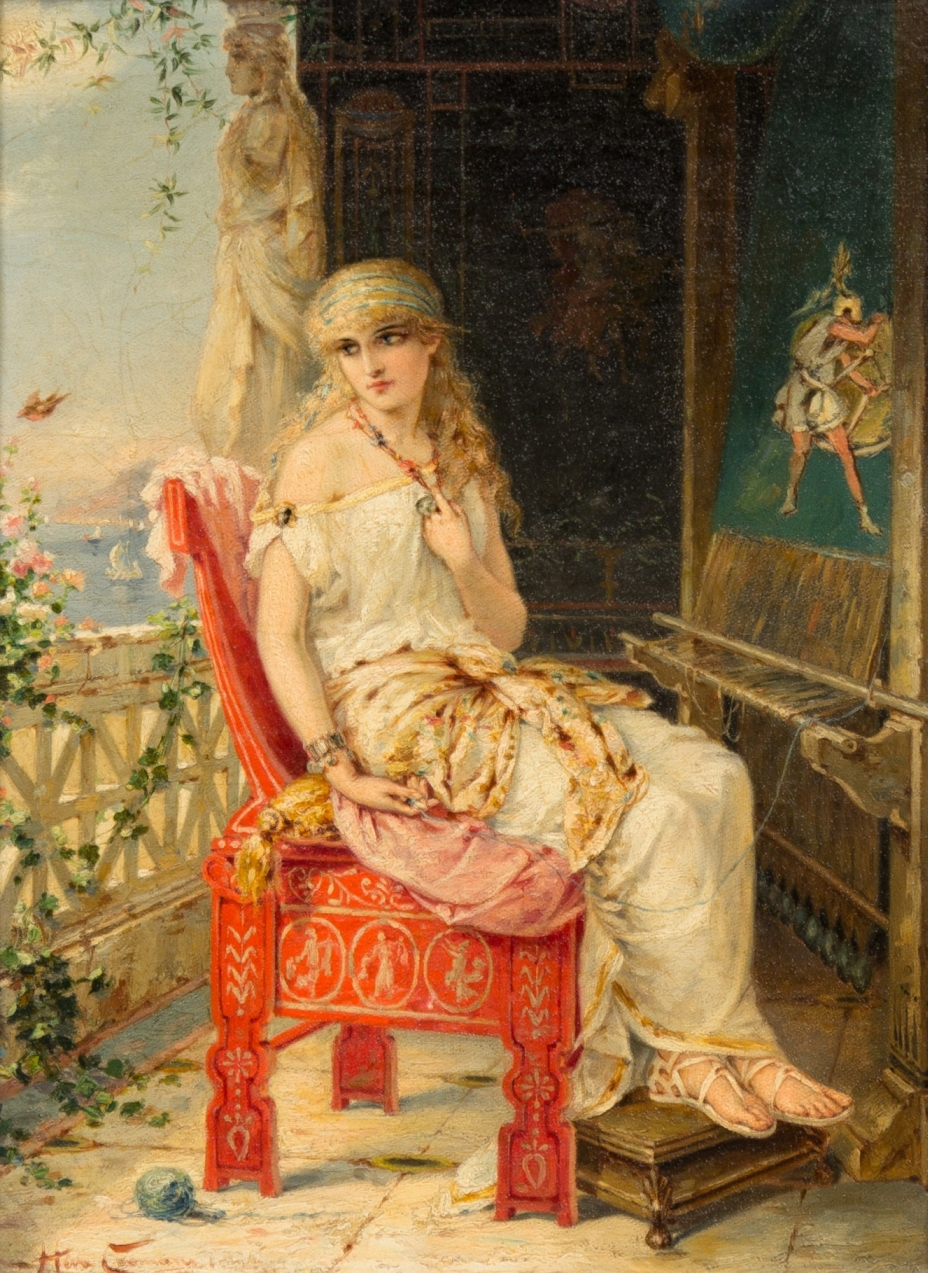
ユリスの帰還を待つペネロープ

イタケ王ユリスはトロイア遠征に参戦したまま10年以上も還らない。ユリスの宮殿ではペネロープの居室の前の庭で、侍女たちが手際よく糸紡ぎをしながら、王を待ち続ける王妃ペネロープについて噂している。内声の細かな運動で、糸車の動きが描写されている。彼女たちは「侍女に生まれるなんて、酷い運命」（Qu'un destin cruel fit naître servantes）、「美しさは私たちの体を隠れ蓑にしている」（La beauté qui prit nos corps pour asiles）、「そして、鏡だけが私たちの美しさを知っている」（Et, seul, le miroir qui, seul, nous sait belles）などと歌い、官能的で物憂げな雰囲気を醸し出している。ペネロープはユリスが必ず彼女のもとに帰還すると確信しているものの、ユリスの父のために経帷子（死に装束）を織り上げたあかつきには、大勢の熱心な求婚者たちから結婚相手を選ぶよう迫られている。侍女たちは求婚者たちの品定めさえ始める始末。女たちの夢想が消え、「紡ぎ車は重い」（Les fuseaux sont lourds!）と歌うと、酩酊した男たちの哄笑が舞台裏から聞こえ、アンティノユス、ウリマク、レオデス、クテジップそしてピザンドルという求婚者たちが現れる。彼らはペネロープの財産目当てで宮廷に通い、我こそはと凌ぎを削っていたのだった。求婚者たちがペネロープに近づこうとすると、侍女たちはそれを阻止しようとする。そこに、年老いた乳母ウリクレが騒ぎを鎮めようと姿を現し、男たちを叱責する。求婚者たちの動機が管弦楽で幾重にも積み重ねられ、彼らが強引にペネロープの部屋に押し入ろうとすると、オーケストラでペネロープの主題が奏され、これが高揚し頂点でペネロープが現れる。ペネロープも求婚者の執拗な態度に嫌気がさし「ユリス王は帰還する、私はそれを確信している」（Il reviendra....j'en suis certaine...）、「私の耳には彼の優しい声が聞こえる」（Mon oreille entendra sa voix, sa chère voix）と気丈に振る舞う。ユリスの動機がますます喜ばしい音調に高められるにつれ、ペネロープの苦悩の動機が影を潜めていく。すると、求婚者の一人ウリマックが「あなたの希望は馬鹿げていて、あなたの願いは理不尽だ」（Ton espoir est stupide et ton voeu sans raison,）と言う。求婚者たちはペネロープにこれまで彼らを拒んできた理由を思い出させる。それはユリスの父の経帷子の織り上がらせるためであった。織物の進捗があまりにも遅いことが求婚者たちに咎められる。この場面で〈織物の主題〉は艶やかな絹を重ねたような弦楽器の響きの中に嬰ヘ音のペダル音上で大規模な和音を響かせてゆくが、それは穏やかで神秘的で、そして、実に印象的な一瞬を現出させている。ウリマックは庭を通りかかった笛吹たちに合図をし、踊りが始められる。求婚者たちは、ペネロープを取り囲み、口々に彼女を賛美し、妻にする夢を歌う。ペネロープは彼らの話には上の空で、ユリスの動機が奏されると、立ち上がって「私の誇り高き夫よ、来て、追い詰められた苦しみから救って！」（Ulysse! Fier époux! ... Viens! ... Secours ma détresse!）と〈愛の主題〉とともに高らかに叫ぶのだった。

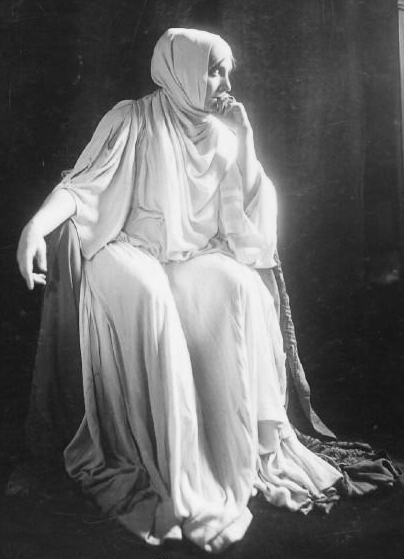
ペネロープを演じたクレール・クロワゼ

その時宮廷の外から、ユリスの声が聞こえてくる。一同が訝る中、見知らぬ男（乞食に身をやつしたユリス）が現れ、「私は哀れな旅人です」（Je suis un pauvre de passage）と物乞いをする。男たちは物乞いを追い返そうとするが、ペネロープはその物乞いに憐れみを抱き、慈悲深くも宮廷に招き入れ、ここに泊まることを許す。やがて、夕食の支度が整うと求婚者たちはペネロープに同席するように言うが、彼女はこれを拒否する。男たちは侍女たちをからかい始め、騒ぎながら退出する。
乳母のウリクレがぼろ布を被り顔もはっきり見えない旅人（ユリス）の足を洗っていると、膝にユリスと同じ傷跡を見つける。ウリクレは物乞いの男が幼い頃からずっと世話をして来たユリスであることを見破って驚き「ああ！何という喜び！息が詰まりそう、抑えても涙が止まりません」（Oh! quelle joie! J'étouffe!... En te voyant, je pleure malgré moi!）喜ぶ。ユリスはまだ誰にも口外してはならぬとウリクレに命じる。10年ぶりの再会に躍る心を抑えながらウリクレはユリスを外に連れ出し食べ物を与える。ペネロープは一人残り、織物を見つめる。男たちが静かに入室してくると、ペネロープが完成を遅らせるためにその日織った布をほどいていたことが求婚者たちに見破られる。求婚者の一人アンティノユスは「明日から、ユリスの未亡人よ！ ゼウスの司祭が私たちの一人にあなたを結びつけるように！」（Dès demain, ô veuve d'Ulysse! Que le prêtre de Zeus à l'un de nous t'unisse!）と言い、彼女に明日以降、ユリスの後継者選びにかかるように言いつける。物乞いの男は追い詰められたペネロープに「必ずユリス王は帰還されるでしょう」と慰める。ペネロープとウリクレは海を見下ろす丘に登り、帰らぬユリスの船を探す。ユリスは一人になると、目に入るもの、手に触るものすべてに懐かしさを覚えて狂喜する。ペネロープとウリクレが戻って来る。ウリクレはユリスにマントを渡し、道を示すと、ユリスは2人について行くのだった。（この終結部のほとんど超人的とも言える美しさを説明できるものは恐らく皆無であろう。ただ、霊感と学識と才能に恵まれた天才音楽家の天賦の一瞬（勿論、仕事！）とでも言うほかないのである。）

### 第2幕
月明りの海を見下ろす丘、大理石の円柱、薔薇、泉がある

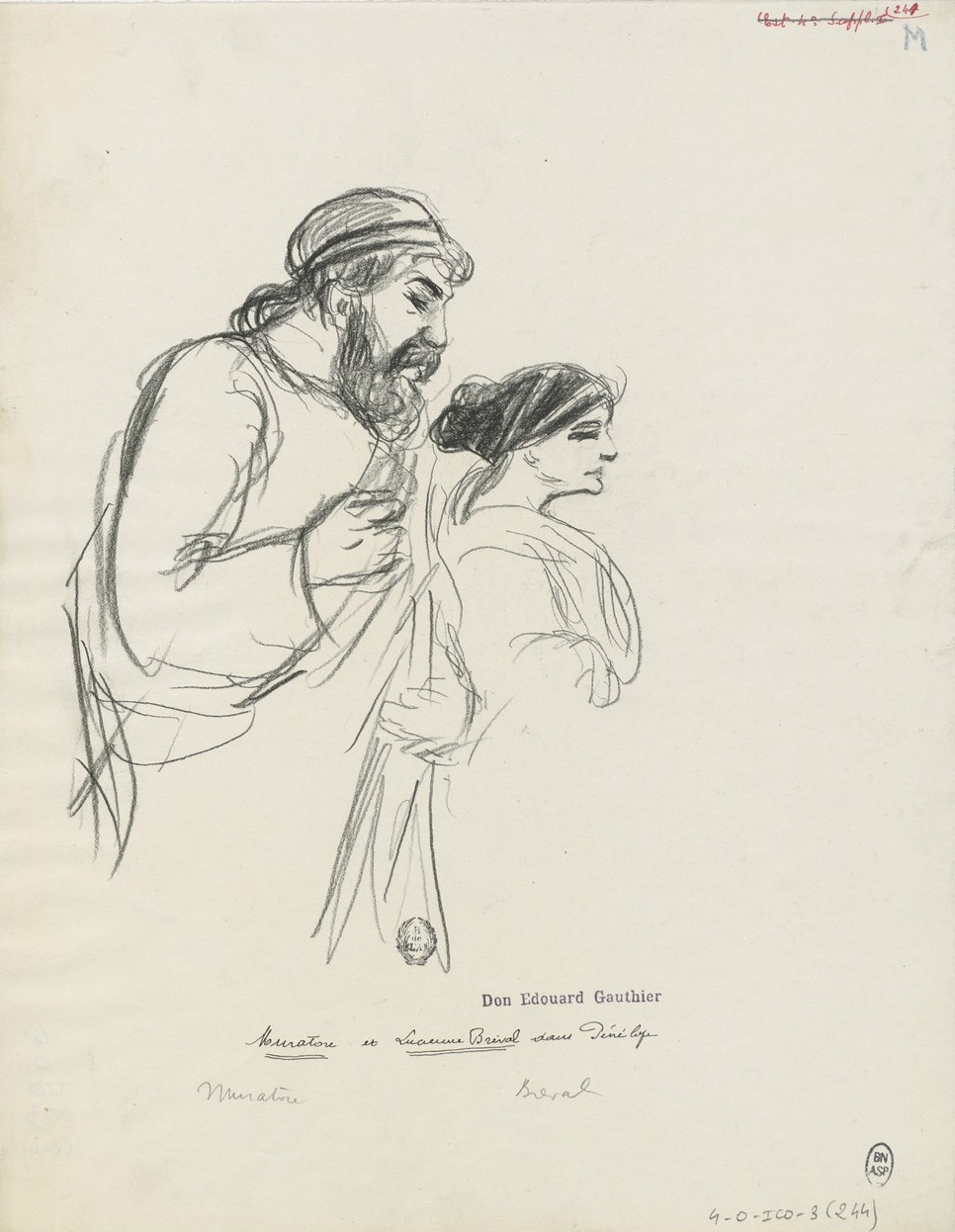
1913年上演時のデッサン

管弦楽による短い前奏により、海が描写される。静かに夕闇が浜を包み、やがて月光に浸される。老羊飼いウメが静かな夕べの情景を「山々の稜線上に」（Sur l'épaule des monts）と歌うと、通り過ぎる牧童もこれに和する。ペネロープはウリクレと侍女たちを伴って現れる。ユリスも彼女たちについて来る。牧童たちが火を囲むと、ペネロープは静かに「この長椅子の上で、この柱の前で」（C'est sur ce banc, devant cette colonne）と歌う。円柱は遥か海の彼方からも見えるでしょうと、ペネロープは何処かで苦難に立ち向かっているユリスにも見えるようにと祈りを込めて、毎晩バラを飾っているのだった。そしてユリスを慕う老羊飼いウメと仲間たちも王の帰還を共に祈っていた。この幕は物乞いを装うユリスとペネロープによる長大な2重唱によって展開される。月明かりの中、ペネロープは明日に迫った結婚式をどうしたらよいかと思い悩む。彼女は後をついて来た物乞いの男に近寄り、名前や誰が貴方にユリスの名前を教えたのかなどと問い質す。彼はユリス王をクレタ島にある自分の家にかくまったことがあるとペネロープに打ち明け、ユリスの様子を話して聞かせる。ペネロープは「でも貴方自身が泣くのは、何故？」（Mais toi-même tu pleures... pourquoi?）と訝る。さらに、物乞いの男がユリス王は光り輝く貫頭衣を着ておられましたというと、ペネロープは「そんな風に言って下さるの」（Comme tu dis cela...）と怪訝そうに言って会話を中断する。ペネロープは10年以上も帰らない夫には他に守るべき生活あって、もう帰還を諦めるべきなのではないかと苦しい胸の内を打ち明ける。男はペネロープにそんな心配は無用だと励まし、求婚者たちから夫を選び出す方法としてユリス王の大弓を引くことが出来た者と結婚するのがよいでしょう、恐らく一人も大弓を引くことはできないでしょうからと助言する。ペネロープが宮殿に戻ると、男は昔から忠義を尽くす老羊飼いウメと仲間たちに正体を明かす。そして明日行われるペネロープの結婚式での計略を打ち明け、協力してくれるように頼む。ユリスは神々の助けによって憎き求婚者たちを一掃すると高らかに宣言して幕となる。

### 第3幕
宮殿の大広間

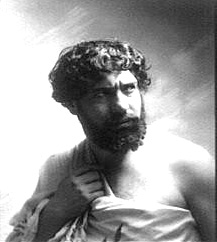
ユリスを演じたミュラトール

夜が明けようとしている。幕の進行に伴い徐々に明るくなっていく。〈二人の愛〉を表す動機は変形され、求婚者たちを撃つユリスの戦いを表すファンファーレの力強さをもって繰り返される。ユリスが一人で姿を現す。ユリスは夜のうちに竜の青い血に染まった剣を探し出し、広間にある王座の下に剣を隠しておいたのだった。そして、自分もペネロープが座る玉座の下に身を隠す。ウリクレが登場し、ユリスの近くの扉に身をもたせ、ペネロープが一睡もできずに、悲嘆に暮れていたと小声で告げる。一方、ウメはペネロープの求婚者たちから羊と牛を婚礼の料理として運びこむようにと命じられる。そこでウメは料理を配膳する際に、羊飼いたちはナイフを隠し持って控えているとユリスに報告する。ウメが物陰に身を隠すと、羊飼いたちも物陰に徐々に集まって来る。求婚者たちが入室してきて、彼らの呑気さと快楽的で無気力な様子がアラベスク風の伴奏を伴った〈マドリガル〉「若いということは、何と楽しいことなのだろう」（Qu'il est doux de sentir sa jeunesse）とアンティノユスによって歌われる。求婚者たちは王妃の再婚を祝う祝宴の準備を進めさせるが、不吉な前兆を感じさせる雰囲気が音楽によって表現される。求婚者たちがペネロープを呼び出すとペネロープが登場する。アンティノユスは「王妃よ！貴女の美しい顔を曇らせる悲しみを取り除いてください」（Reine! Dissipe le chagrin qui pâlit ton beau front!）と歌う（その朗誦の美しさ〈ラモーやグルックに匹敵する〉と、とりわけ豊かなその対位法表現、そして最後のイ短調の美しい終止形とによって、この作品全体の中でも最も美しい叙唱部分の一つとなっている）。求婚者たちの一人ウリマックが「さあ！花婿を選ぶがよい」と言うと、ペネロープは物乞いの老人から勧められた通り、ユリスの大弓を引いた者と結婚すると宣言する。この時、雷鳴が轟く。求婚者たちは動揺しながらも、試合の準備を進める。そして、ウリマック、ピザンドル、アンティノユスの3人が順番に大弓を構えるが、固く張られた弦を少しも引くことはできない。そこに昨日の物乞いの老人が現れ、弓を引かせてほしいと言うと、求婚者たちは嘲けり笑う。ユリスは万感胸に迫りながら、弓を手に取る。一同が無言で見守るとユリスは大弓を引き、軽々と矢を射るのである。求婚者たちが怖れおののき、立ち上がると、男は「我こそがユリス王である！」と名乗りを上げる。「次はお前が標的だ」と言うと求婚者の一人ウリマクを射抜く。求婚者たちを次々に退治し始めると、彼らは逃げ惑うが、隠れていた羊飼いたちに殺されてしまう。ペネロープは恋しい夫ユリスと感激の再会を果たし、喜びの二重唱となる。イタケの民衆は国王の帰還を祝い、ゼウスの神に栄光あれと讃え、天上からハ長調の響きと共に勝利に満ちた輝かしい光が差し込んできて、大団円となる。

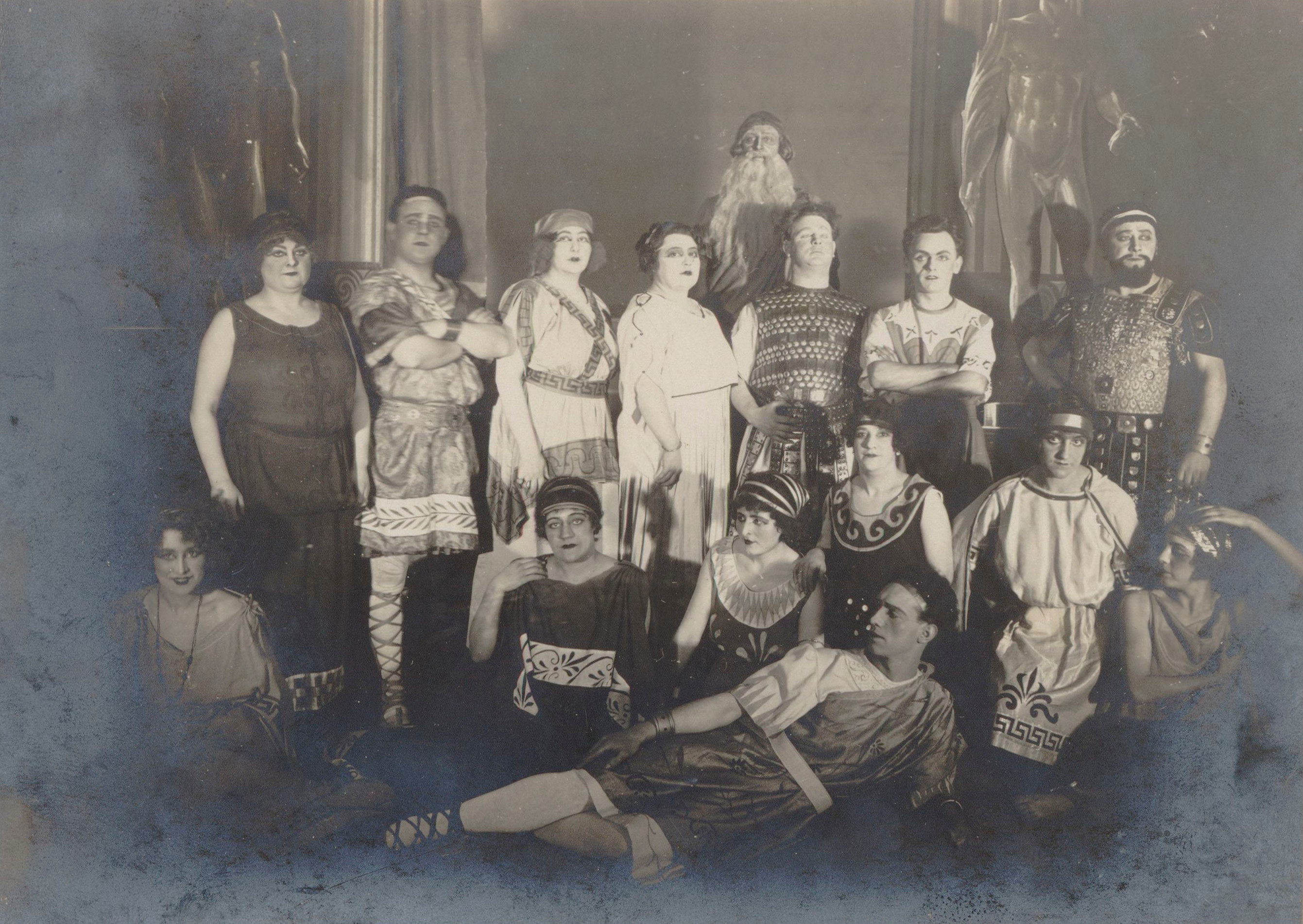
1924年のアントウェルペンでの上演時の出演者たち

## 主な録音
| 年   | 配役 ペネロープ ユリス ウリクレ ウメ                                                        | 指揮者 管弦楽団 合唱団                                                                               | レーベル                                      |
| ---- | ------------------------------------------------------------------------------------------- | --- | --------------------------------------------- |
| 1956 | レジーヌ・クレスパン ラウル・ジョバン クリスティアーヌ・ゲロー アンドレ・ヴェシエール       | デジレ＝エミール・アンゲルブレシュト フランス放送管弦楽団 フランス放送合唱団                         | CD: Harmonia mundi France EAN : 8012719663645 |
| 1962 | レジーヌ・クレスパン ギィ・ショーヴェ ソランジュ・ミッシェル アンジェル・マルティッロ       | ジャン・フルネ テアトロ・コロン管弦楽団 テアトロ・コロン合唱団                                       | CD: CANTUS LINE EAN : 4032250177337           |
| 1974 | リリアーヌ・ギトン ギィ・ショーヴェ ジョスリーヌ・タイヨン エルネスト・ブラン               | ポール・パレー フランス放送管弦楽団 フランス放送合唱団 1974年 3月9日、シャンゼリゼ劇場（ライヴ録音） | CD: St-Laurent Studio YSL T-416 EAN : 不詳    |
| 1977 | ジョセフィン・ヴィージー アンドレ・タープ ジョアンナ・ピータース リチャード・ヴァン・アラン | デーヴィッド・ロイド＝ジョーンズ ウェールズ カーディフでの録音。                                     | CD: Gala Import EAN : 8712177043309           |
| 1980 | ジェシー・ノーマン アラン・ヴァンゾ ジョスリーヌ・タイヨン ジョゼ・ヴァン・ダム             | シャルル・デュトワ モンテカルロ・フィルハーモニー管弦楽団 ジャン・ラフォルジュ声楽アンサンブル       | CD:Erato EAN : 0022924540523                  |